# Mario Golf: Toadstool Tour
Mario Golf: Toadstool Tour, conocido en Japón como Mario Golf: Family Tour (マリオゴルフファミリーツアー, Mario Gorufu Famirī Tsuā?, Lit. Mario Partido Familia Tour), es un videojuego de deportes desarrollado por Camelot Software Planning y publicado por Nintendo para Nintendo GameCube. Se trata de la secuela del juego Mario Golf de Nintendo 64 y llegó al mercado en julio de 2003 en Estados Unidos, en septiembre de 2003 en Japón, en febrero de 2004 en Australia y en junio de 2004 en Europa.

## Juego
Como un típico juego de golf, el objetivo es golpear la bola para introducirla en cada uno de los hoyos del campo utilizando el menor número de golpes posible. Los jugadores pueden elegir entre una variedad de personajes y jugar en una gran variedad de campos dentro del universo Mario. Los siete campos disponibles van desde los más básicos y sencillos hasta los más exóticos y extravagantes. Antes de la salida, el jugador escoge un palo, la dirección general y la potencia para que la bola vuele. Durante el swing el jugador determina la potencia por un tiempo de metro, y, opcionalmente, influye en la dirección y rotación de la bola. La pelota puede verse afectada por el viento, así como por los distintos campos y terrenos.

## Conectividad
Mario Golf: Toadstool Tour contiene nuevas características gracias a la interactividad con el juego Mario Golf: Advance Tour de Game Boy Advance. Los jugadores pueden transferir personajes entre Toadstool Tour y Advance Tour conectando una Game Boy Advance con el cable GameCube - Game Boy Advance. 

## Popularidad
Este juego tuvo gran éxito en ventas y en tal grado que es común encontrar vídeos de Mario Golf: Toadstool Tour en Youtube.

## Personajes
- Mario
- Peach
- Wario
- Waluigi
- Luigi
- Donkey Kong
- Diddy Kong
- Daisy
- Yoshi
- Koopa Troopa
- Bowser
- Birdo

### Desbloqueables
- Boo: Se debe conseguir 50 medallas de Birdie en el modo torneo para desbloquearlo.
- Bowser Jr. (Bowsy en Hispanoamérica): Se debe superar por completo el desafío de Birdies para desbloquearlo.
- Shadow Mario: Se debe superar completamente el modo Ring Attack para desbloquearlo.
- Petey Piranha (Floro piraña en Hispanoamérica): Se debe superar por completo las series de entrenamiento, excepto el desafío de Birdies, para debloquearlo.

## Campos
- Lakitu Valley
- Cheep Cheep Falls
- Shifting Sands
- Blooper Bay
- Peach's Castle Grounds
- Bowser Badlands
- Congo Canopy